# Lista siturilor arheologice din județul Alba - Z
Lista siturilor arheologice din județul Alba - Z conține toate siturile arheologice din județul Alba înscrise în Repertoriul Arheologic Național (RAN) și aflate în localități al căror nume începe cu litera Z. RAN este administrat de Ministerul Culturii și Patrimoniului Național și cuprinde date științifice, cartografice, topografice, imagini și planuri, precum și orice alte informații privitoare la zonele cu potențial arheologic, studiate sau nu, încă existente sau dispărute.
Puteți căuta un sit din localitățile care încep cu litera Z folosind formularul de mai jos sau puteți naviga prin toate siturile din județ la Lista siturilor arheologice din județul Alba.
| Cuprins                                                       |
| ------------------------------------------------------------- |
| Top - A B C D E F G H I J K L M N O P Q R S Ș T Ț U V W X Y Z |

| Cod RAN                               | Denumire | Localitate  | Adresă        | Datare   | Descoperit | Coordonate                                      | Imagine           | Erori            |
| ------------------------------------- | --- | ----------- | ------------- | -------- | ---------- | ----------------------------------------------- | ----------------- | ---------------- |
| 1945.01                               | Locuire neolitică de la Zlatna (Categorie: descoperire izolată) (Tip: obiect izolat)                                                                             | oraș Zlatna |               |          |            |                                                 | Încărcați imagine | Raportați eroare |
| 1945.01.01                            | Locuire neolitică de la Zlatna / ansamblu anonim (Categorie: descoperire izolată) (Tip: Locuire)                                                                 | oraș Zlatna |               |          |            |                                                 | Încărcați imagine | Raportați eroare |
| 1945.02.01 (Cod LMI: AB-II-m-A-00400) | Situl Bisericii "Adormirea Maicii Domnului" din Zlatna / ansamblu Biserica "Adormirea Maicii Domnului" (Categorie: structură de cult/religioasă) (Tip: Biserică) | oraș Zlatna | str. Horea 27 | cca 1424 |            | 46°07′48″N 23°13′40″E / 46.130125°N 23.227844°E | Încărcați imagine | Raportați eroare |
| 1945.02.02 (Cod LMI: AB-II-m-A-00400) | Situl Bisericii "Adormirea Maicii Domnului" din Zlatna / ansamblu anonim (Categorie: structură de cult/religioasă) (Tip: biserică)                               | oraș Zlatna | str. Horea 27 | 1696     |            | 46°07′48″N 23°13′40″E / 46.130125°N 23.227844°E | Încărcați imagine | Raportați eroare |
| 1945.02.03 (Cod LMI: AB-II-m-A-00400) | Situl Bisericii "Adormirea Maicii Domnului" din Zlatna / ansamblu anonim (Categorie: structură de cult/religioasă) (Tip: biserică)                               | oraș Zlatna | str. Horea 27 | 1744     |            | 46°07′48″N 23°13′40″E / 46.130125°N 23.227844°E | Încărcați imagine | Raportați eroare |